# Paul Frees
Paul Frees, född Solomon Hersh Frees 22 juli 1920 i Chicago, Illinois, död 2 november 1986, i Tiburon, USA, var amerikansk röstskådespelare som bland annat var känd för att ha gjort rösten åt Ludwig von Anka (Corey Burton gjorde Ludwigs röst efter hans död). Han gjorde även rösten i attraktionen Haunted Mansion på Disneyland och Walt Disney World.